# Lobelia sonderiana
Lobelia sonderiana är en klockväxtart som först beskrevs av Carl Ernst Otto Kuntze, och fick sitt nu gällande namn av Thomas G. Lammers. Lobelia sonderiana ingår i släktet lobelior, och familjen klockväxter. Inga underarter finns listade i Catalogue of Life.